# Falcidens
Falcidens is een geslacht van schildvoetigen uit de  familie van de Chaetodermatidae.

## Soorten
- Falcidens acutargatus Salvini-Plawen, 1992
- Falcidens aequabilis Salvini-Plawen, 1972
- Falcidens australocaudatus Passos, Corrêa & Todt, 2016
- Falcidens caudatus (Heath, 1918)
- Falcidens chiastos Scheltema, 1989
- Falcidens crossotus Salvini-Plawen, 1968
- Falcidens garcialvarezi Señarís & Urgorri, 2016
- Falcidens gutturosus (Kowalevsky, 1901)
- Falcidens halanychi Schander, Scheltema & Ivanov, 2006
- Falcidens hartmanae (Schwabl, 1961)
- Falcidens hoffmanni (Stork, 1939)
- Falcidens indicus (Stork, 1941)
- Falcidens ingolfensis Salvini-Plawen, 1971
- Falcidens limifossorides Salvini-Plawen, 1986
- Falcidens liosqueameus Salvini-Plawen, 1969
- Falcidens lipuros Scheltema, 1989
- Falcidens longus Scheltema, 1998
- Falcidens loveni (Nierstrasz, 1902)
- Falcidens macracanthos Scheltema, 1998
- Falcidens macrafrondis Scheltema, 1989
- Falcidens nontargatus Salvini-Plawen, 1992
- Falcidens normanni (Nierstrasz, 1903)
- Falcidens poias Scheltema, 1995
- Falcidens procerus Salvini-Plawen, 1986
- Falcidens profundus Salvini-Plawen, 1968
- Falcidens rinkaimaruae Saito, 2020
- Falcidens ryokuyomaruae Saito & Salvini-Plawen, 2014
- Falcidens sagittiferus Salvini-Plawen, 1968
- Falcidens sterreri (Salvini-Plawen, 1967)
- Falcidens strigisquamatus (Salvini-Plawen, 1977)
- Falcidens targatus Salvini-Plawen, 1992
- Falcidens targotegulatus Salvini-Plawen, 1992
- Falcidens thorensis Salvini-Plawen, 1971
- Falcidens urgorrii Señarís & García-Álvarez, 2016
- Falcidens valdubrensis Señarís, García-Álvarez & Urgorri, 2016
- Falcidens vasconiensis Salvini-Plawen, 1996
- Falcidens wireni (Nierstrasz, 1902)